# Courtion
Courtion est une localité et une ancienne commune suisse du canton de Fribourg, située dans le district du Lac.

## Étymologie
En 1885, P. Apollinaire Dellion relève les graphies Cortium (du latin) en 1160 et 1228, Cortyon, Corquione en 1504 puis Corgun.

## Histoire
Alors que la première mention de la famille de Courtion remonte au XIIe siècle, plusieurs mentions du village se retrouvent dès le XIIIe siècle lorsque des bourgeois de Fribourg, puis les seigneurs d'Avenches y possèdent des terres. Le village fait partie des Anciennes Terres jusqu'en 1798, avant d'être inclus successivement dans le district d'Avenches jusqu'en 1803, puis dans celui de Fribourg jusqu'en 1848.
Le 1er janvier 1997, la commune a fusionné avec ses voisines de Cormérod, Cournillens et Misery pour former la nouvelle commune de Misery-Courtion.

## Patrimoine bâti
L'église saint-Marcel qui se trouve dans le village a été donnée par Rodolphe III de Bourgogne à l'abbaye de Saint-Maurice au tout début du XXIe siècle ; elle a ensuite été reconstruite en 1730.